# 영지주의 용어
이 문서는 영지주의 용어 중 독립된 문서가 되어있거나 될만한 용어들은 해당 문서의 링크와 간단한 정의를 제공하고, 독립된 문서로 발전할 가능성이 없다고 여겨지는 용어들은 그 정의를 제공하기 위한 문서이다.

## 비토스
비토스(그리스어: Βυθός, 영어: Bythos)는 심연(深淵, Depth, deep water, deep sea) 또는 심오(深奧, Profundity)를 뜻하며, 영지주의의 교의에서 절대자 즉 최고신(Supreme Being)을 가리키는 여러 용어들 중 하나이다.

## 참고 문헌
- (영어) Laurence Caruna, (ed.). 《A Glossary of Gnostic Terms》. GnosticQ.com. 2013년 2월 8일에 확인. |title=에 외부 링크가 있음 (도움말)
- (영어) Strong. 《Strong's concordance - The KJV New Testament Greek Lexicon》. www.biblestudytools.com. 2013년 2월 8일에 확인. |title=에 외부 링크가 있음 (도움말)